# Oribatula sayedi
Oribatula sayedi är en kvalsterart som först beskrevs av Elbadry och Abdul Halim Nasr 1974.  Oribatula sayedi ingår i släktet Oribatula och familjen Oribatulidae. Inga underarter finns listade i Catalogue of Life.